# Сова африканська
Сова африканська (Asio capensis) — вид птахів родини совових (Strigidae). Поширений в Африці.

## Поширення
Ізольовані популяції живуть в Марокко та на Мадагаскарі, а інші популяції зустрічаються на південь від Сахари. Там ареал поширення простягається від Сенегалу та Гамбії на схід до Ефіопії та на південь до Капської провінції в Південній Африці.
Середовище проживання африканської сови — відкриті ландшафти. Птах використовує такі різноманітні середовища існування, як болота в прибережних регіонах і савани. Наявність дерев не є необхідною умовою для колонізації середовища існування. Його немає в густих лісових районах, кам'янистих пустелях або кам'янистих ландшафтах, а також у пустелях.

## Підвиди
Виділяють три підвиди:
- Asio capensis capensis (A.Smith, 1834), Африка;
- Asio capensis hova Stresemann, 1922, Мадагаскар;
- Asio capensis tingitanus (Loche, 1867), Марокко.

## Опис
Тіло завдовжки приблизно від 29 до 38 сантиметрів. Як і всі вухаті сови, вона має вуха з пір'ям. Однак в африканської сови вони дуже малі і часто не помічаються під час польових спостережень. Вуаль на обличчі блідо-коричнева з темною облямівкою та помітною облямівкою по краю. Все оперення тіла земляного кольору. Деякі особини мають дрібні цятки на нижній стороні тіла.